# SBS 뉴스라인 (SBS 러브FM)
《SBS 뉴스라인》은 SBS 러브FM에서 매일 오후 2시부터 오후 2시 20분까지 방송되었던 뉴스 프로그램이다.

## 앵커
- 박수택 논설위원 (남)
- 김인기 논설위원 (남)